# John Martin Darko
John Martin Darko (* 30. Mai 1945 in Aboadze; † 12. Januar 2013 in Breman Asikuma) war ein ghanaischer Geistlicher und Bischof von Sekondi-Takoradi.

## Leben
John Martin Darko empfing nach seiner Ausbildung an den Priesterseminaren von Elmina und Cape Coast am 25. Juli 1976 die Priesterweihe durch Peter Turkson, Erzbischof von Cape Coast. An der Päpstlichen Universität Urbaniana in Rom absolvierte er ein Doktoratsstudium in Philosophie. Er war Vizerektor und Studiendekan am St. Paul-Seminar in Sowutuorn in Accra. Er war bischöflicher Delegierter und Leiter der strategischen Finanzkommission der Bischofskonferenz von Ghana. Er war Generalvikar im Bistum Sekondi-Takoradi.
Papst Johannes Paul II. ernannte ihn am 27. Juni 1998 zum Bischof von Sekondi-Takoradi. Die Bischofsweihe spendete ihm der Erzbischof von Cape Coast, Peter Kodwo Appiah Turkson, am 10. Oktober desselben Jahres; Mitkonsekratoren waren die Dominic Kodwo Andoh, Erzbischof von Accra, und Gregory Ebolawola Kpiebaya, Erzbischof von Tamale.
Seinem Rücktrittsgesuch aus gesundheitlichen Gründen wurde am 14. Dezember 2011 durch Papst Benedikt XVI. stattgegeben. Mathias Kobena Nketsiah wurde als Administrator eingesetzt.